# Янко Богдан Пеньяфорт Лобунець
Янко Богдан Пеньяфорт Лобунець (ісп. Ianko Bogdan Peñafort Lobuñets; нар. 11 серпня 1994, Богота) — колумбійський музикант українського походження, засновник та лідер гурту «Лос Янковерс» (ісп. «Los Iankovers»). Виконує латиноамериканські та українські народні пісні.

## Життєпис
Народився в Боготі. Його батько Хав'єр — колумбієць, а мати Наталя — українка, родом з Києва, за освітою мікробіолог, переїхала на початку 1990-х років до Боготи. Її перший чоловік був колумбійцем, вчився в Києві. Від першого шлюбу Наталя має доньку Кароліну. Зі своїм другим чоловіком, батьком Янка Богдана вона познайомилася на музичному факультеті Національного педагогічного університету Колумбії, де Наталя вчилася по класу фортепіано, а Хав'єр — скрипки. Мати щорічно навідувалася до України, а згодом почала брати із собою і сина, водила українськими музеями, знайомила з українською культурою.

### Los Iankovers
Після 2014 року Янко сам вивчив українську мову, захопився старою українською музикою. З дитинства Янко Богдан мріяв про те, щоб створити свій гурт, який би популяризовував українську музику в Колумбії і латиноамериканську музику в Україні. У 2017 році, в останній рік свого навчання в Колумбійському національному університеті він зі своїми двома університетськими товаришами вирушив у подорож півднем Колумбії та Еквадором, де вони грали та співали латиноамериканські пісні. Одного разу, коли вони перебували в Еквадорі, він попросив друзів акомпонувати йому, під час виконання ним української пісні «Орися» гурту Мандри. Їм це сподобалось. Згодом до гурту приєднались й інші учасники. Вони всі колумбійці, одна дівчина, Ісамар Фернандес родом з Венесуели, має італійське походження. Її двоюрідний брат з Італії був волонтером під час російського вторгнення в Україну і загинув разом з друзями у 2022 році під час російського обстрілу. Учасники гурту, окрім самого Янка Богдана не володіють українською мовою, але вивчають її і цікавляться українською культурою. Вони виконують українські і латиноамериканські пісні в Латинській Америці і Європі.